# Slw Soziale Dienste der Kapuziner
Das slw Soziale Dienste der Kapuziner (slw) ist eine Gründung des österreichischen Kapuzinerordens. Vorsitzender des Leitungsgremiums ist Österreichs oberster Kapuziner.

## Geschichte
Im Jahr 1889 gründete der deutsche Kapuzinerpater Cyprian Fröhlich in Ehrenbreitstein bei Koblenz das Seraphische Liebeswerk (SLW) als Hilfswerk für Kinder in Not. Dies geschah als Reaktion auf die Anregung von Babette Hartmann, Mitglied des Dritten Franziskanischen Ordens und mit Unterstützung von Weltpriester Matthäus Müller. Seit 1908 ist das SLW auch in Tirol präsent. Seit September 2012 heißt die Organisation in Tirol: slw Soziale Dienste der Kapuziner. Der Verein slw Soziale Dienste der Kapuziner ist Alleingesellschafter und Träger der slw Soziale Dienste GmbH und Träger des slw Schulvereines.
Das slw umfasst folgende Einrichtungen in Tirol:
- slw Jugendhilfe in Fügen, Fiecht, Strass und Kaltenbach und Münster: Sozialpädagogische Wohngemeinschaften für Jugendliche, die nicht zu Hause leben, sozialpädagogische Tagesbetreuung, Volksschule und Neue Mittelschule
- slw Kindergarten in Innsbruck
- slw Innsbruck: vollbetreutes und begleitetes Wohnen und mobile Begleitung in Wohngruppen und dezentralen Wohngemeinschaften sowie Tagesstruktur (Werkstätten) für Erwachsene mit Behinderungen
- slw Elisabethinum in Axams: inklusive Kinderkrippe und Kindergarten, Schule mit Inklusionsklasse, Internat, Berufsvorbereitung und Therapieangebote für junge Menschen mit und ohne Behinderungen